# Petite Couronne

Mapa de los departamentos de la Petite Couronne.

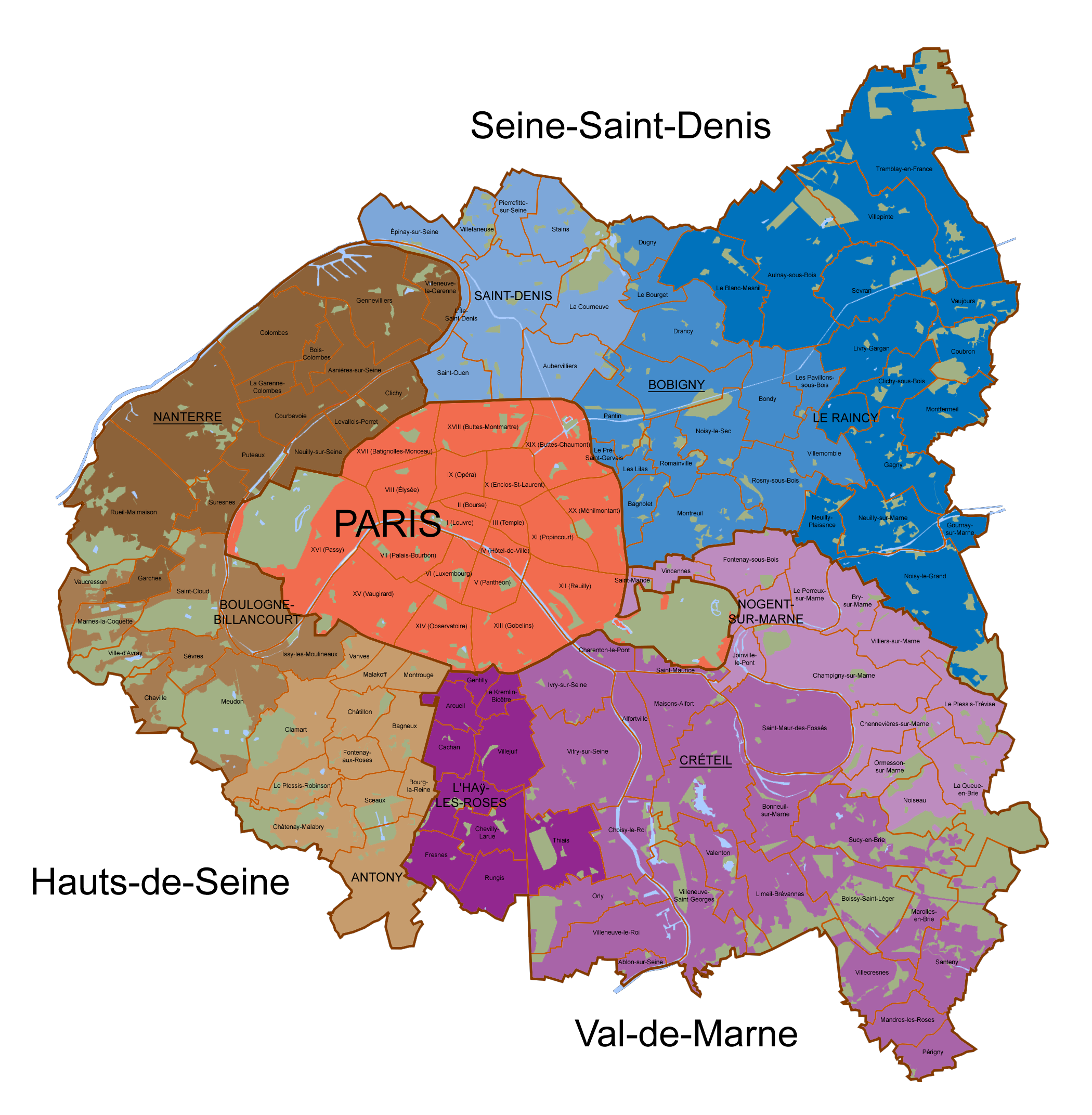
Departamentos, distritos y comunas de la Petite Couronne

La Petite Couronne (Pequeña corona) de París está formada por los departamentos de Altos del Sena, Sena Saint-Denis y Valle del Marne, en la región francesa de Isla de Francia. Forma parte del área metropolitana de París, rodeando a ese departamento-ciudad por todos lados, y a su vez siendo rodeada por la Grande Couronne, formada por los departamentos de Yvelines, Sena y Marne, Essonne y Valle del Oise.
Los departamentos de la Petite Couronne están divididos en un total de 123 municipios, y no dependen del ayuntamiento de París. Algunas instalaciones o edificios representativos del área metropolitana parisina como La Défense o el Stade de France no se encuentran en el municipio de París sino en la Petite Couronne.